# Kamil Lhoták
Kamil Lhoták (25. července 1912 Bubeneč – 22. října 1990 Praha) byl český malíř, grafik a ilustrátor, známý svým specifickým stylem spojujícím nostalgii, technické motivy a poetiku obyčejných míst. Byl jedním ze zakládajících členů Skupiny 42, která se zaměřovala na zobrazování každodenního života v městském prostředí.
Ve svých dílech Lhoták často zachycoval staré stroje, balóny, letadla, bicykly či opuštěné industriální scenérie. Kromě technických objektů ho inspirovala i krajina, zejména ta ovlivněná lidskou činností, a také Francie, hlavně Paříž. Postupem času jeho styl prošel několika proměnami – od realistických scén k experimentům s kontrastními barevnými plochami a expresivní malbou. Vedle volné tvorby se věnoval i ilustracím, například knihám pro děti. Jeho díla se nacházejí v řadě českých a zahraničních galerií i v soukromých sbírkách.

## Životopis

### Dětství
Narodil se 25. července 1912 v Bubenči v Praze. Jeho matka Anna Kouglová již od dětství milovala divadlo a její společenská povaha ji na jednom ze Žofínských plesů pomohla k seznámení s mladým medikem, pozdějším profesorem medicíny Kamilem Josefem Lhotákem (1876–1926), jehož celé jméno znělo rytíř Kamil Lhoták ze Lhoty. Z dlouhodobého vztahu mezi mladou herečkou a lékařem se narodil syn Kamil.
Společensky nerovný vztah a hlavně obava z poškození kariéry dohnaly rytíře ze Lhoty k zatajení dítěte. S jeho matkou se nikdy neoženil, i když celý život svého syna a jeho matku finančně podporoval. Přestože se s nimi málo stýkal a úzkostlivě dbal na utajení veškerých návštěv, podařilo se mu v době války nakazit svého syna infekcí dětské obrny. Následkem bylo celoživotní poškození chlapce tím, že kulhal. Komplex zapíraného dítěte, který mu kamarádi v dětství dávali pocítit, dovedl malého Kamila k citlivosti a pochopení se stejně postiženými. První z nich byla Anna, Lhotákova budoucí múza a také životní partnerka. Vztah k otci, jemuž s oblibou říkal fotr, byl po celý život velmi komplikovaný a nedokázala ho napravit ani finanční podpora rodině, ani půlmilionový odkaz, který profesor Lhoták po letech svému synovi a jeho matce odkázal.
Milující a na svou dobu velmi vzdělaná Anna Kouglová vedla svého syna k zájmu o umění, především o malířství a literaturu. Vedle Julese Verna s nádhernými xylografickými ilustracemi Edouarda Rioua si Lhoták zamiloval i Toulouse-Lautreca, snad i díky jeho osudu postiženého.
V roce 1923 se Lhoták stal žákem Jiráskova gymnázia v Resslově ulici. Vedle prvních setkání s moderním uměním, které mu zprostředkovali jeho obeznámenější spolužáci, se Kamil nechával unášet vydáváním „jednovýtiskového“ Auto-moto zpravodaje, který se svým spolužákem celý kaligraficky psali a kreslili. Ve vyšších třídách gymnázia vydával se spolužáky časopis Hledání umění a své hledání rozšířil i na pravidelné návštěvy výstav v Aventinu.

### Pozdější léta
Po absolvování gymnázia v sobě Kamil popřel sen o studiu na Akademii a na přání matky šel studovat práva. Studoval poctivě, ale bez zvláštního nadšení. Jeho světem byl především svět umění: Ernst, Arp, Giacometti, Klee, Miró, Filla, Šíma, to byli hrdinové, ke kterým mladý student práv vzhlížel. Z práva nakonec udělal i závěrečnou státní zkoušku, jenom o titul JUDr. příliš nestál. Období jeho života až do války bylo naplněno pilným malováním a vstřebáváním všeho, co předválečná avantgarda přinášela světu.
V roce 1938 se oženil se židovkou Herthou Guthovou, kráskou, která byla stejně tak jako Lhoták v dětství postižena obrnou. Sňatek Herthu zachránil před transportem do koncentračního tábora, ale její rodiče a další příbuzní tam za války zahynuli. V roce 1953 se rozvedli, Hertha žila trvale v psychiatrické léčebně v Praze-Bohnicích.
V roce 1939 Lhoták uspořádal v Beaufortově galerii v Jungmannově ulici svoji první výstavu. Během války vytvořil stovky děl, čímž se stále dle vlastních slov „hledající KL“ stal malířem Kamilem Lhotákem, což prezentoval i podpisem celým jménem na jednom z obrazů z roku 1942. Ve stejném roce vznikla i slavná Skupina 42, jejímiž členy byli mimo Lhotáka i Jiří Kolář, Františkové Gross a Hudeček, Jan Smetana, Karel Souček, Jan Kotík, fotograf Miroslav Hák, Bohumír Matal či sochař Ladislav Zívr. Společná výstava skupiny v roce 1943 se pak stala zřejmě nejdůležitější událostí, která malíře Lhotáka představila jako výraznou a nezaměnitelnou osobnost českého umění. Na výstavě byl mimo dalších 30 prací i obraz s názvem Dcera velkoměsta, který si o pár let později na výstavě českého umění v Paříži se zájmem prohlížel Pablo Picasso.
Rok 1954 a seznámení se spisovatelem Adolfem Branaldem otevřelo Lhotákovi další etapu života. Svoji dlouholetou lásku ke všemu, co má kola či vrtuli, shrnul ilustracemi pro knihu Dědeček automobil, dle vlastních slov nejlepších, které za život dělal. O rok později již spolupracoval s Branaldem jako poradce při natáčení stejnojmenného filmu. Po smrti Kamila Lhotáka napsal vzpomínkovou knihu Můj přítel Kamil.

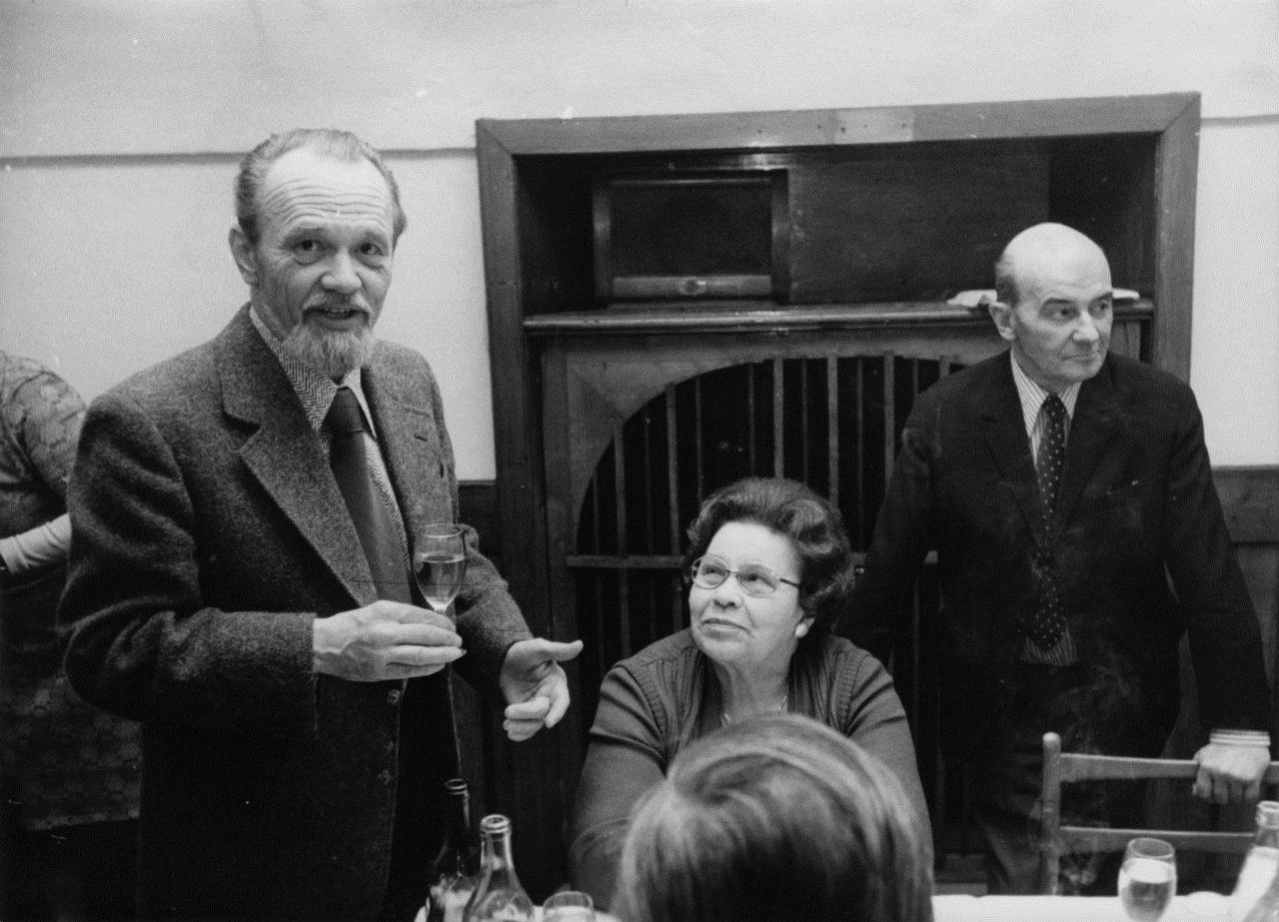
Jaroslav Králík, Anna Endrštová a Kamil Lhoták v roce 1979

V šedesátých letech potkalo Kamila Lhotáka další osudové setkání. Anna Endrštová, kterou jako kluk nakreslil do školního sešitu, se stala jeho modelem a jeho životní družkou. Stejně jako on byla poznamenána fyzickým handicapem a možná právě proto se v její přítomnosti cítil malíř uvolněně. Anča, jak jí přátelé říkali, se stala Lhotákovou hospodyní, kuchařkou a také jakousi tajemnicí, která vytvářela pro malířovu práci klid a zázemí.
Celá šedesátá a sedmdesátá léta byla pro Lhotáka typická velikou pracovní aktivitou. Každoročně vytvořil několik desítek obrazů (přátelé vzpomínají na jeho osobní závazek čtyř obrazů za měsíc), pořádal výstavy, ilustroval knihy. Přesto dokázal malíř reflektovat i moderní světové umění. Nejdříve reagoval na tvorbu Roye Lichtensteina, který mu svým stylem jenom potvrdil, že vlastní cesta, kterou nastoupil už před válkou, byla správná. O několik let později reagoval Lhoták na světové op-artové hnutí svým krajinami s terči.
Závěrečné roky Kamila Lhotáka se vyznačují co do počtu děl menší, ale stále kvalitní tvorbou. Jeho poslední autorská výstava („Grafika“) se konala v prosinci 1989 v pražské galerii Fronta (úvodní slovo a text katalogu Jaromír Pelc). V roce 1990 namaloval svůj poslední obraz s názvem Meteor padá do moře a 22. října zemřel. Urnu s malířovým popelem rozprášil jeho syn Kamil z kopce Číčov u Libčevsi, tak jak si to Kamil Lhoták přál.

### Hodnocení a vzpomínky
Kamil Lhoták byl výřečný a měl smysl pro humor. Navíc velmi pohotově dovedl glosovat a na jeho typickou, ale neútočnou ironii vzpomínají všichni, kdož ho znali. Jeho pojetí historie bylo jedinečné a nezbývá než citovat pamětníka:
| „                | Pro Kamila začínala Asie za karlínským viaduktem v Praze, s výjimkou rodných Holešovic, které kladl někam na periferii Chicaga. Češi mu byli přímí potomci Keltů, kteří nás zapomněli vzít sebou do jeho milovaného Zeleného Irska, takže jsme se nemohli naučit včas anglicky a museli vzít zavděk rakouštinou, kterou jsme poslovanštili. V husitech spatřoval první bolševiky, kteří začali znárodňovat ženy (adamité), protože už nic jiného k rozkrádání neměli … | “ |
| — L. H. Augustin | |   |

Jako student o Lhotákovi natočil Karel Vachek v roce 1959 krátký filmový portrét Malíř Kamil Lhoták.
Lhoták byl nositelem několika vyznamenání: např. cena Václava Hollara (1967) za grafickou tvorbu, zasloužilý umělec (1967), mezinárodní cena Johanna Gottfrieda Herdera (Rakousko, 1980), kterou získal jako první československý malíř. Městská část Praha 1 mu v roce 2018 udělila Čestné občanství Prahy 1 in memoriam.

## Dílo
Kamil Lhoták namaloval přes dva tisíce obrazů, více než šest set grafických prací a za jeho života vyšlo více než čtyři sta knižních publikací s jeho ilustracemi. Lhotákova ilustrační tvorba zahrnuje také desítky časopisů a plakátů, ale třeba také obal gramofonové desky. Podílel se také na tvorbě dvaceti filmů, nejznámější je Dědeček automobil. Spolupracoval se studiem Jiřího Trnky, Lhotákův první animovaný film Atom na rozcestí získal první cenu na festivalu v Benátkách. Pro filmová studia Barrandov navrhoval kostýmy.

### Malířská tvorba
Lhoták byl samouk s výrazným malířským rukopisem. Tematické rozpětí jeho díla je velmi široké, spojuje nostalgii a melancholii s příběhy, které se odehrály v dávných časech předcházejících jeho dětství. Typické je jeho okouzlení moderní technikou: na jeho obrazech se tak objevují různé horkovzdušné balony, vzducholodě, letadla, bicykly nebo staré automobily, závodiště, kouřící komíny nebo nádraží. Inspirací mu byly i různé obrázkové časopisy a reklamní prospekty. Po vzoru kolegů ze Skupiny 42 hledal náměty i v ohradách a zákoutích pražské periferie, které dokázal zobrazit se snovým, básnickým nádechem. Ve svých malbách, kresbách i grafikách dokázal vdechnout poetiku zdánlivě obyčejným místům a technickým objektům, které ostatní považovali za nepotřebné. Díky tomu byl označován za průkopníka a představitele lyrického civilismu.
Dalším důležitým tématem jeho tvorby byla Francie, zejména Paříž, která se v jeho dílech objevovala po celý život. Od poloviny padesátých let 20. století se přiklonil ke krajinářství, ale zobrazoval krajinu ovlivněnou lidskou činností, nikoli idealizovanou. Na počátku šedesátých let výrazně proměnil svůj přístup, pracoval s kontrastními barevnými plochami a jasným horizontem, což se projevilo například v obraze Zelené Irsko. Tento styl si udržel až do začátku osmdesátých let. Lhoták dokázal zobrazit krajinu realisticky, ale zároveň poeticky a snově. Jeho osobitý styl se označuje jako magický realismus.
Postupně se v jeho tvorbě objevovaly nové motivy, jako terče, pouštní stroje či draci. Tyto motivy hrály dominantní roli celou další dekádu a dodaly jeho dílům novou dynamiku, začal pracovat s expresivnějšími barvami a silnějšími vizuálními efekty.
Umělcovo dílo bývá častým cílem padělatelů, doložené jsou stovky takových případů.

#### Významné obrazy
- Parníky v Lovosicích (1938)

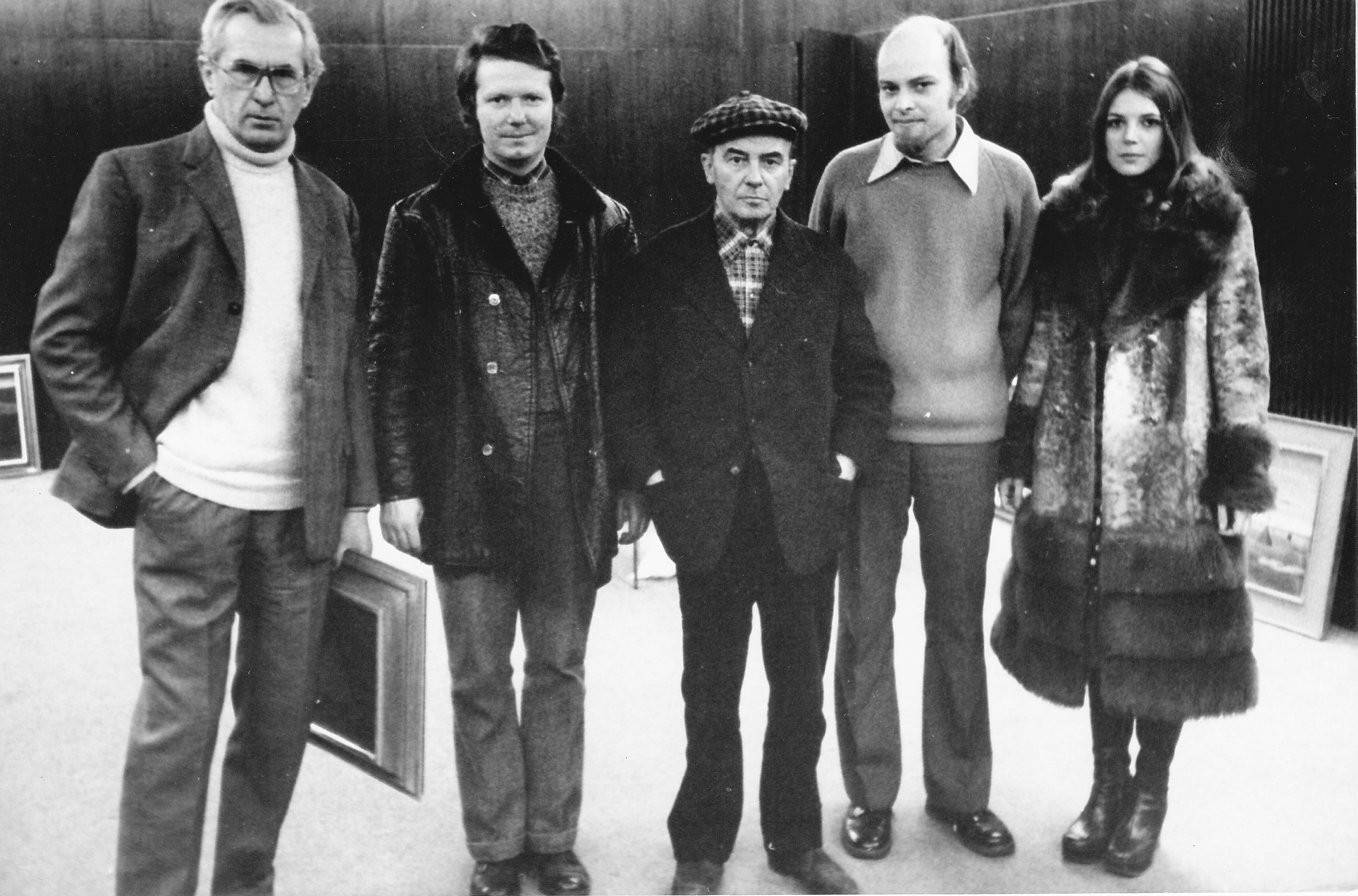
Instalace výstavy v Galérii Fronta 1. 2. 1976 – zleva František Dvořák, Karel Sýs, Kamil Lhoták, Jaromír Pelc a jeho manželka Tamara

- Nostalgie letního odpoledne (1939)
- Krajina s domem a tricyklem (1940)
- Krajina XX. století (1942, tímto obrazem industriální, městské krajiny krajiny s telefonními dráty a letadlem na obloze vyjádřil svou přináležitost ke Skupině 42)[10]
- Na závodní dráze (1941, obraz znázorňující dynamiku cyklistického závodu na dřevěném velodromu)
- Lidé v krajině – s motorizovaným bicyklem, můj portrét (1950, originálně pojatý malířův autoportrét, zasazený do rozlehlé krajinné scenérie s oblačnou oblohou)
- Zeď vzpomínek (1954)
- Závodní motocykly (1957)
- Kopec – krajina s plátěným drakem (1966, jedna z nejrozměrnějších Lhotákových olejomaleb, spojující motiv „Zeleného Irska“ s reálií terénu Českého středohoří)
- Terč a motocykl (1966)
- Jablko a modrý stan (1973)
- Park večer (1974)
- Loď (1975)
- Velké reklamní jablko (1977)
- Naftová nádrž v moři (1977)
- Červený jehlan v krajině (1984)

Teprve posmrtně, v roce 2013, bylo vystaveno jedno z vrcholných Lhotákových děl, cyklus čtyř set kreseb z roku 1951 s názvem Amerika (text katalogu Jaromír Pelc, vydány rovněž dvě sady pohlednic). Cyklus byl s úspěchem vystaven i v USA (Consulate General of the Czech Republic, Chicago, Illinois, 2014, Anderson Gallery, Cedar Rapids, Iowa, 2015).

### Ilustrace
Svými ilustracemi přispíval například do časopisu Světová literatura, ale také do knih. Ilustroval například dílo Karla Sýse Nadechni se a leť!, básnické sbírky Jaromíra Pelce, romány Julesa Verna Vynález zkázy a Robur Dobyvatel, trilogii Ludvíka Součka Cesta slepých ptáků, romány Marka Twaina a mnoho dalších. Hodně se věnoval tvorbě pro děti, ilustroval např. známé Pohádky o mašinkách.
Spolupracoval rovněž s animovaným filmem, mj. s Jiřím Trnkou.

### Literární tvorba
- Kolo, motocykl, automobil
- Balon, křídla, vrtule
- Z dějin ponorky, torpeda a potápěcích přístrojů
- Stanica železných koní

## Výstavy

### Autorské výstavy
- 1942 Kamil Lhoták: Výstava nových obrazů, Alšova síň Umělecké besedy, Praha
- 1944 Kamil Lhoták: Výstava obrazů, Alšova síň Umělecké besedy, Praha
- 1946 Kamil Lhoták: Obrazy, kresby a grafika, Pošova galerie, Praha
- 1948 Kamil Lhoták: Oleje z let 1945 – 1948, Topičův salon, Praha
- 1949 Kamil Lhoták: Grafika z let 1944 – 1949, Galerie Hollar, Praha
- 1951 Kamil Lhoták: Grafika a kresby, Galerie Hollar, Praha
- 1953 Kamil Lhoták: Grafika a kresby, Galerie Hollar, Praha
- 1955 Kamil Lhoták: Ilustrace a kresby, Galerie Hollar, Praha
- 1957 Kamil Lhoták: Obrazy z let 1948 – 1956, Galerie Československý spisovatel, Praha a  Dům umění města Brna, Brno
- 1957 Kamil Lhoták: Portréty, Alšova síň Umělecké besedy, Praha
- 1958 Deníky Kamila Lhotáka, Galerie Hollar, Praha
- 1959 Krajiny Kamila Lhotáka z let 1955 – 1958, Výstavní síň Lidové demokracie, Praha
- 1962 Kamil Lhoták: Nové obrazy, Galerie Fronta, Praha
- 1963 Kamil Lhoták: Akvarely, kresby z let 1944 – 1963, Jednotný závodní klub ROH, výstavní síň, Ústí nad Orlicí
- 1964 Kamil Lhoták: Nové obrazy a kresby, Galerie Fronta, Praha
- 1965 Kamil Lhoták: Grafika, Galerie Hollar, Praha
- 1966 Kamil Lhoták: Grafika, Krajská galerie, Hradec Králové
- 1966 Kamil Lhoták, Galerie Československý spisovatel, Praha
- 1967 Kamil Lhoták: Graphik, Aquarelle, Zeichnungen, Tschechoslowakisches Kulturzentrum Berlin
- 1968 Kamil Lhoták: Malé obrazy 1964 – 1968, Galerie na Karlově náměstí, Praha
- 1969 Kamil Lhotak – Graphik, Stadthalle Freiburg im Breisgau
- 1969 Kamil Lhoták: Grafika, Oblastní muzeum v Písku, Písek
- 1970 Kamil Lhoták: Kresby 1935 – 1970, Galerie Hollar, Praha
- 1971 Kamil Lhoták, Divadlo hudby OKS, Olomouc
- 1971 Kamil Lhoták: Grafika a kresby, Galerie Jaroslava Krále, Brno
- 1971 Kamil Lhoták: Co mám rád. Obrazy z let 1930 – 1970, Oblastní galerie v Liberci, Liberec a Galerie výtvarného umění, Litoměřice
- 1972 Kamil Lhoták: Co mám rád. Obrazy z let 1930 – 1970, Galerie Benedikta Rejta, Louny a Galerie umění Karlovy Vary, Karlovy Vary
- 1972 Kamil Lhoták dětem, Galerie Albatros, Praha
- 1972 Kamil Lhoták: Obrazy a kresby, Galerie Fronta, Praha
- 1973 Kamil Lhoták, Oblastní galerie výtvarného umění, Roudnice nad Labem
- 1973 Kamil Lhoták: Z knižní tvorby. Ilustrace a kresby, Malá galerie Československého spisovatele, Praha
- 1974 Kresby a akvarely Kamila Lhotáka, Divadlo hudby OKS, Olomouc
- 1974 Kamil Lhoták: Obrazy, Krajská galerie, Hradec Králové
- 1975 Kamil Lhoták: Grafika, Kabinet grafiky, Olomouc
- 1976 Kamil Lhoták: Akvarely a menší obrazy, Galerie Fronta, Praha
- 1977 Kamil Lhoták: Obrazy, Galerie Zlatá ulička, Praha
- 1977 Kamil Lhoták: Obrazy a kresby, Jelenka Strakonického hradu, Strakonice
- 1977 Kamil Lhoták: Kresby z let 1944 – 1975, Oblastní galerie v Liberci, Liberec
- 1977 Kamil Lhoták: Grafika, koláž, kresba, Suchardův dům, Nová Paka
- 1978 Kamil Lhoták: Obrazy a kresby, Galerie Fronta, Praha
- 1978 Kamil Lhoták: Grafika, Divadlo hudby OKS, Olomouc
- 1978 Kamil Lhoták: Obrazy, kresby, Kabinet grafiky, Olomouc
- 1979 Kamil Lhoták a Veteran Car, Středočeské muzeum, Roztoky (Praha-západ)
- 1979 Kamil Lhoták: Kresby, grafika, Malá galerie Československého spisovatele, Praha
- 1980 Kamil Lhoták: Grafika a obrazy, Žatec
- 1980 Kamil Lhoták: Obrazy, Dům umění, Zlín
- 1981 Kamil Lhoták: Výběr z díla, Horácká galerie v Novém Městě na Moravě, Nové Město na Moravě
- 1981 Kamil Lhoták: Obrazy, Dům umění města Brna, Brno
- 1981 Kamil Lhoták: Grafika, Rodný dům Václava Šolce, Sobotka (Jičín)
- 1982 Kamil Lhoták: Sto kreseb, obrazy, grafika, Krajská galerie výtvarného umění, Hradec Králové
- 1982 Kamil Lhoták: Obrazy a kresby, Galerie Fronta, Praha
- 1982 Kamil Lhoták: Kresby, Divadlo hudby OKS, Olomouc
- 1987 Kamil Lhoták: Výběr z životního díla, Staroměstská radnice, Praha a Výstavní síň Masné krámy, Plzeň
- 1988 Kamil Lhoták: Grafika, ilustrace, Knihkupectví a galerie Purkyně, Karlovy Vary
- 1989 Kamil Lhoták: Grafika, Galerie Fronta, Praha

### Posmrtné výstavy
- 1991 Kamil Lhoták: Výběr z grafické tvorby, Galerie Hollar, Praha
- 1992 Kamil Lhoták: Kresby, grafika, Galerie Vltavín, Masarykovo nábřeží, Praha
- 1992 Kamil Lhoták: Kresby, grafiky, Galerie Stará radnice, Brno
- 1995 Kamil Lhoták: Malba, kresba, grafika, Galerie Výtvarného centra Chagall, Ostrava
- 1995 Kamil Lhoták: Ukázky z tvorby, Galerie moderního umění v Hradci Králové, Hradec Králové
- 1996 Výstava obrazů, kreseb a grafiky Kamila Lhotáka, Galerie Lazarská, Praha
- 1996 Vzpomínka na Kamila Lhotáka, Michael Gallery, Praha
- 1997 Kamil Lhoták: Obrazy, kresby, grafiky, Trigon Gallery, Plzeň
- 1997 Vzpomínka na Kamila Lhotáka, Galerie M, Praha
- 1997 Svět Kamila Lhotáka, Galerie Vltavín, Masarykovo nábřeží, Praha
- 2000 Kamil Lhoták: Obrazy, kresby, grafika, Galerie Mona Lisa, Olomouc
- 2000 Kamil Lhoták: Grafika, Galerie Nový Svět, Praha
- 2002 Kamil Lhoták: Obrazy, kresby, grafiky, Trigon Gallery, Plzeň
- 2002 Kamil Lhoták: Mýtus, ironie a nové příběhy, Wortnerův dům Alšovy jihočeské galerie, České Budějovice
- 2003 Kamil Lhoták: Obrazy, kresby a grafika z let 1937 – 1981, Oblastní galerie Vysočiny v Jihlavě, Jihlava a Dům U Jonáše, Pardubice
- 2003 Kamil Lhoták: Obrazy, kresby, grafika, Starožitnosti Mánes, Praha
- 2004 Kamil Lhoták: Grafika, Galerie Atrax, Přerov
- 2005 Kamil Lhoták: Grafika a kresby, 1944–1989, Galerie Art (Světlana & Luboš Jelínek), Chrudim
- 2005 Kamil Lhoták: Grafika, Autorská výstavní síň Výtvarného centra Chagall, Ostrava
- 2006 Kamil Lhoták: Obrazy, kresby, grafika, Galerie U Betlémské kaple, Praha
- 2007 Kamil Lhoták: Kresby, grafika, Galerie Koruna, Hradec Králové
- 2009 Kamil Lhoták: Chlapecké sny, Horácká galerie v Novém Městě na Moravě, Nové Město na Moravě
- 2010 Kamil Lhoták: Nostalgie letního odpoledne, Galerie Moderna, Praha
- 2010 Kamil Lhoták, Galerie moderního umění v Hradci Králové, Hradec Králové
- 2010 Kamil Lhoták čili Útěcha z techniky, Uměleckoprůmyslové muzeum, Brno
- 2011 Kamil Lhoták ve sbírkách Galerie moderního umění v Roudnici nad Labem, Galerie moderního umění v Roudnici nad Labem
- 2012 Kamil Lhoták: Balony, křídla, vrtule, Galerie Moderna, Praha
- 2012 Kamil Lhoták 100, Galerie Zdeněk Sklenář, Litomyšl
- 2013 Kamil Lhoták: Sadař smíchu roste sám..., Galerie U Betlémské kaple, Praha
- 2014 Kamil Lhoták a kniha, Galerie Vltavín, Praha
- 2015 Kamil Lhoták: Sic itur ad astra – obrazy, básně, přátelé, Museum Kampa, Praha
- 2016/17 KL 38-65, obrazy Kamila Lhotáka 1938-1965, Severočeská galerie výtvarného umění, Litoměřice
- 2018 Kamil Lhoták: Retrospektiva, Obecní dům, Praha

- 2019 Kamil Lhoták a jeho svět, Alšova jihočeská galerie, Zámecká jízdárna, zámek Hluboká nad Vltavou, 23. 6. 2019 – 6. 10. 2019, kurátor Libor Šteffek.[18]
- 2019/20 Kamil Lhoták: Ilustrace a kresba, Galerie Pštrossova, Praha
- 2022 Kamil Lhoták grafika a kresba, Šumperk
- 2023 Kamil Lhoták – Barevný svět, Galerie Moderna, Praha
- 2023/24 Kamil Lhoták. Poezie techniky, Muzeum a galerie v Prostějově
- 2024 Kamil Lhoták – Grafika a kresby, Galerie Hollar, Praha
- 2025 Kamil Lhoták, Galerie KODL, Praha